# Alcamo (vin)
L’Alcamo est un vin DOC dont la production est concentrée dans les provinces de Trapani et de Palerme en Sicile. 

## Historique
L'appellation est apparue dans la région d'Alcamo puis s'est étendu à la ville de Calatafimi-Segesta, et avec le temps, aux communes voisines.

## Délimitation géographique
D'après l'article 3 de la directive de production, la délimitation géographique est :
- la ville d'Alcamo,
- certaines parties des communes de :
  - Calatafimi
  - Castellammare del Golfo
  - Gibellina
- toute la province de Trapani sauf le territoire des commuens de :
  - Balestrate
  - Camporeale
  - Monreale
  - Partinico
  - San Cipirello
  - San Giuseppe Jato
- et tout dans la Ville métropolitaine de Palerme.